# Ratu Nakalevu
Ratu Savenaca Robosenawainibuka Nakalevu (ur. 7 marca 1994 w Wailotua) – fidżyjski piłkarz grający na pozycji pomocnika w klubie Nasinu FC.
Uczestnik Letnich Igrzysk Olimpijskich 2016.

## Kariera klubowa

### Rewa FC
Nakalevu grał w Rewa FC od 2012 do 1 lutego 2018. W sezonie 2017 wystąpił dla nich 3 razy i zdobył jedną bramkę.

### Suva FC
Nakalevu grał dla Suva FC w sezonie 2018. Rozegrał dla nich 7 meczów i nie strzelił żadnego gola.

### Ba FC
Nakalevu przeszedł do Ba FC 1 stycznia 2019. Zadebiutował u nich 26 stycznia 2019 w zremisowanym 1:1 spotkaniu przeciwko Labasa FC. Pierwszego gola strzelił 12 września 2020 w meczu z Navua FC (wyg. 0:3). Ostatecznie w barwach tego klubu we wszystkich rozgrywkach Nakalevu wystąpił 49 razy i zdobył 5 bramek. W 2019 wygrał z nimi mistrzostwo Fidżi, a w 2023 zdobył Puchar Fidżi.

### Nasinu FC
Nakalevu przeniósł się do Nasinu FC 1 stycznia 2024. Debiut dla nich zaliczył 18 lutego 2024 w meczu z Lautoka FC (przeg. 2:4). Pierwszą bramkę zdobył 29 września 2024 w wygranym 3:1 spotkaniu przeciwko Nadroga FC.

## Kariera reprezentacyjna
| Mecze i gole w reprezentacji | Mecze i gole w reprezentacji | Mecze i gole w reprezentacji | Mecze i gole w reprezentacji | Mecze i gole w reprezentacji | Mecze i gole w reprezentacji | Mecze i gole w reprezentacji | Mecze i gole w reprezentacji     |
| Fidżi U-20                   | Fidżi U-20                   | Fidżi U-20                   | Fidżi U-20                   | Fidżi U-20                   | Fidżi U-20                   | Fidżi U-20                   | Fidżi U-20                       |
| Lp.                          | Data                         | Miejsce                      | Gospodarz                    | Gość                         | Wynik                        | Gol                          | Rozgrywki                        |
| ---------------------------- | ---------------------------- | ---------------------------- | ---------------------------- | ---------------------------- | ---------------------------- | ---------------------------- | -------------------------------- |
| 1.                           | 21.03.2013                   | Lautoka                      | Fidżi U-20                   | Vanuatu U-20                 | 3:2                          |                              | Mistrzostwa Oceanii U-20 2013    |
| 2.                           | 23.03.2013                   | Lautoka                      | Fidżi U-20                   | Nowa Kaledonia U-20          | 3:2                          | Gol                          | Mistrzostwa Oceanii U-20 2013    |
| Fidżi U-23                   |                              |                              |                              |                              |                              |                              |                                  |
| Lp.                          | Data                         | Miejsce                      | Gospodarz                    | Gość                         | Wynik                        | Gol                          | Rozgrywki                        |
| 1.                           | 05.07.2015                   | Port Moresby                 | Mikronezja U-23              | Fidżi U-23                   | 0:38                         | Gol                          | Igrzyska Pacyfiku 2015           |
| 2.                           | 07.07.2015                   | Port Moresby                 | Tahiti U-23                  | Fidżi U-23                   | 0:0                          |                              | Igrzyska Pacyfiku 2015           |
| 3.                           | 10.07.2015                   | Port Moresby                 | Papua-Nowa Gwinea U-23       | Fidżi U-23                   | 1:3                          |                              | Igrzyska Pacyfiku 2015           |
| 4.                           | 12.07.2015                   | Port Moresby                 | Vanuatu U-23                 | Fidżi U-23                   | 0:0 k. 3:4                   |                              | Igrzyska Pacyfiku 2015           |
| 5.                           | 15.07.2015                   | Port Moresby                 | Nowa Kaledonia U-23          | Fidżi U-23                   | 2:1                          |                              | Mecz towarzyski                  |
| 6.                           | 17.07.2015                   | Port Moresby                 | Papua-Nowa Gwinea U-23       | Fidżi U-23                   | 2:1                          |                              | Mecz towarzyski                  |
| 7.                           | 05.08.2016                   | Salvador                     | Korea Południowa U-23        | Fidżi U-23                   | 8:0                          |                              | Letnie Igrzyska Olimpijskie 2016 |
| 8.                           | 07.08.2016                   | Salvador                     | Meksyk U-23                  | Fidżi U-23                   | 5:1                          |                              | Letnie Igrzyska Olimpijskie 2016 |
| 9.                           | 10.08.2016                   | Belo Horizonte               | Niemcy U-23                  | Fidżi U-23                   | 10:0                         |                              | Letnie Igrzyska Olimpijskie 2016 |
| Fidżi                        |                              |                              |                              |                              |                              |                              |                                  |
| Lp.                          | Data                         | Miejsce                      | Gospodarz                    | Gość                         | Wynik                        | Gol                          | Rozgrywki                        |
| 1.                           | 27.06.2016                   | Nadi                         | Fidżi                        | Malezja                      | 1:1                          |                              | Mecz towarzyski                  |
| 2.                           | 22.03.2018                   | Manila                       | Filipiny                     | Fidżi                        | 3:2                          |                              | Mecz towarzyski                  |